# Sportplatz Blumenau
Sportplatz Blumenau – wielofunkcyjny stadion sportowy w mieście Triesen (Liechtenstein) o pojemności 1 500 miejsc. Swoje mecze domowe rozgrywa na nim klub FC Triesen, występujący na co dzień w szwajcarskiej lidze (7 poziom rozgrywkowy w Szwajcarii).